# Basilika Mariä Himmelfahrt (Stara Wieś)

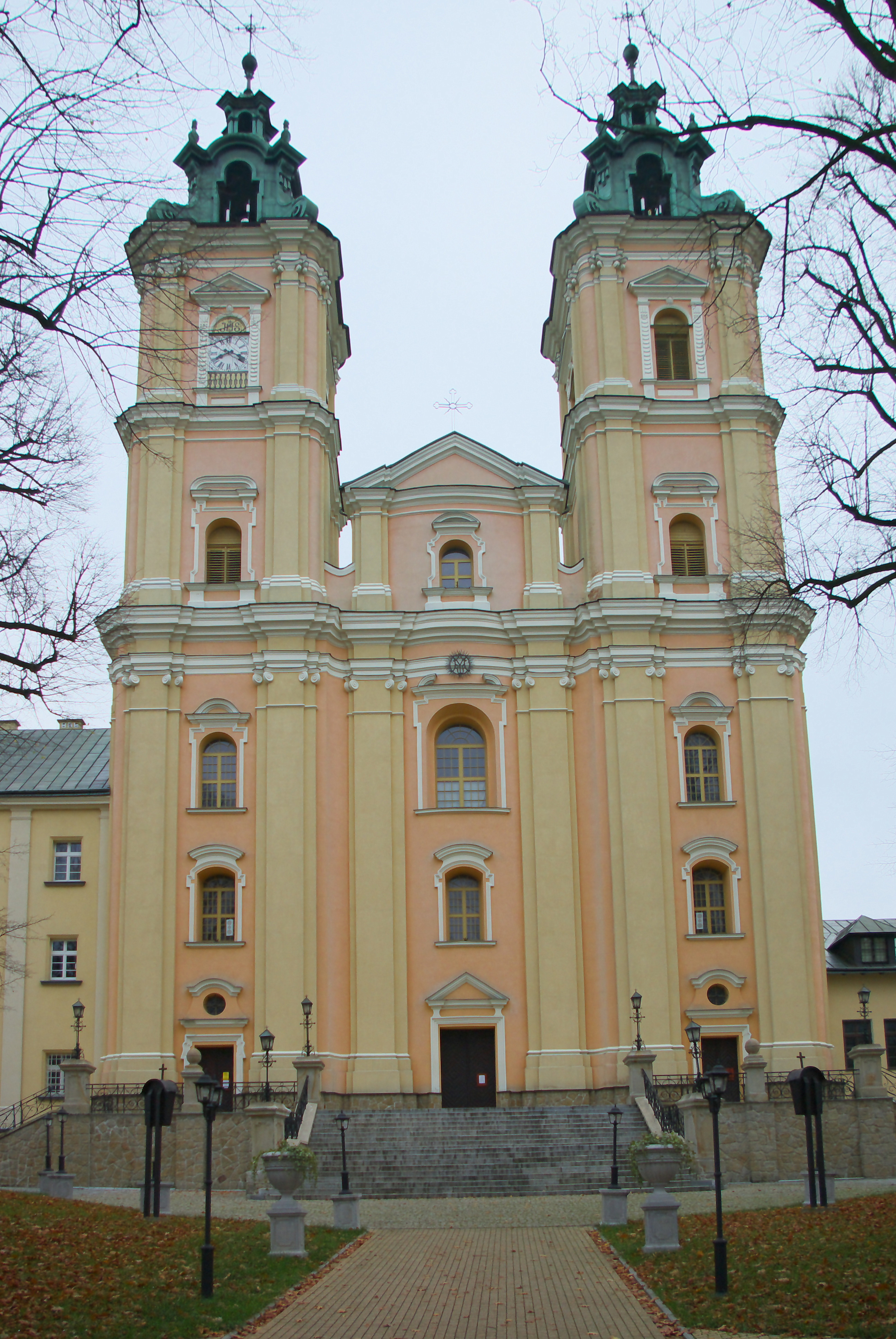
Basilika Mariä Himmelfahrt

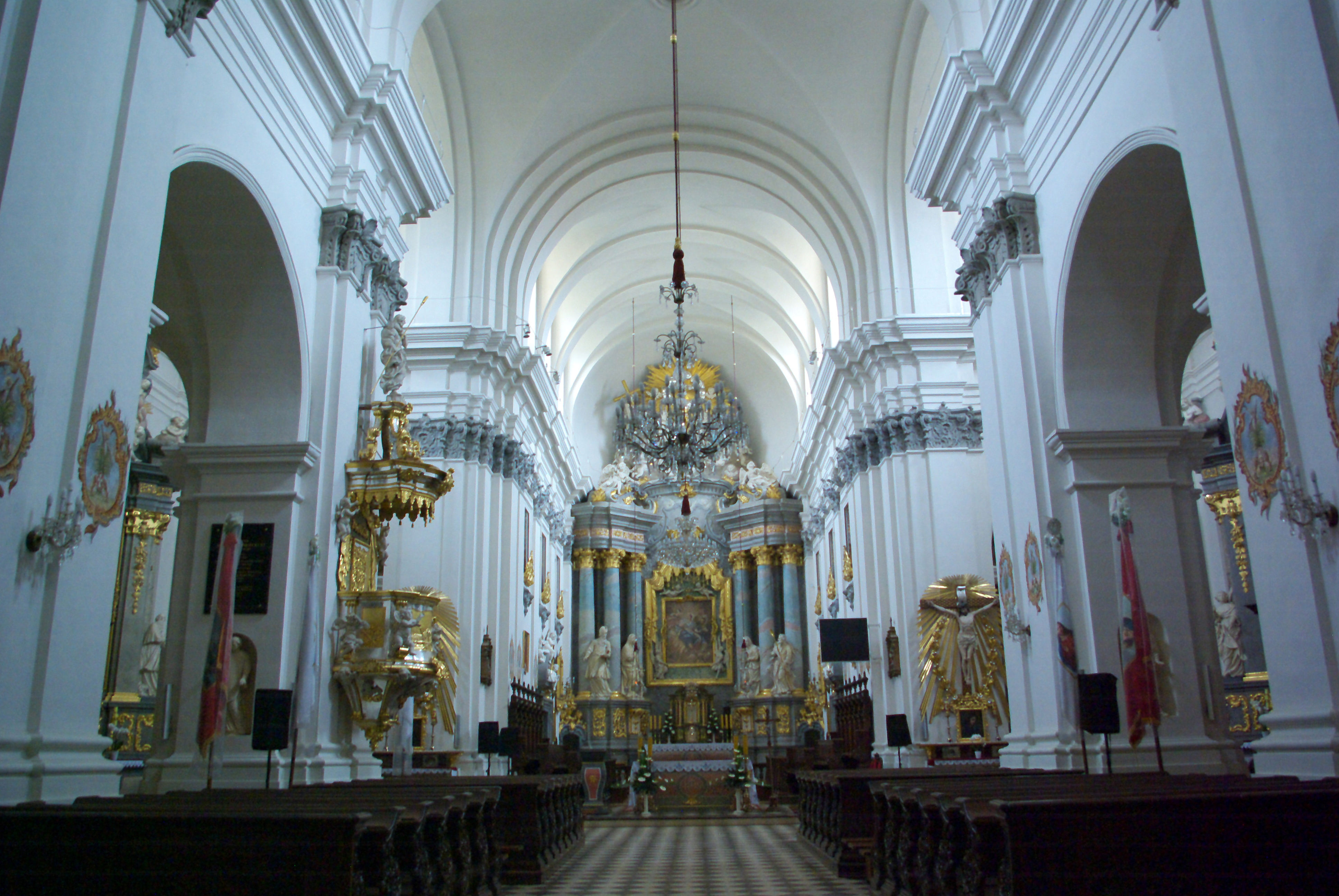
Innenraum

Die Basilika Mariä Himmelfahrt (polnisch Bazylika Wniebowzięcia Najświętsza Maria Panna) ist eine römisch-katholische Klosterkirche in Stara Wieś in der Gmina Brzozów in der polnischen Woiwodschaft Karpatenvorland. Die Kirche des Erzbistums Przemyśl mit dem Patrozinium Mariä Aufnahme in den Himmel hat den Rang einer Basilica minor. Die spätbarocke Kirche ist als Denkmal geschützt.

## Geschichte
Die Pfarrei in Stara Wieś wurde Mitte des 15. Jahrhunderts gegründet und war dann bis ins 19. Jahrhundert Teil der Pfarrei von Brzozów. Die erste Holzkirche stammte aus dem 14. Jahrhundert. 1525 wurde ein Bild zur Himmelfahrt und Krönung Mariens auf dem Hauptaltar installiert. Ab 1690 wurde eine neue Holzkirche errichtet und bis 1698 mit drei Altären ausgestattet.
Nach Ankunft der Pauliner 1728 errichteten diese zwischen 1730 und 1760 zusammen mit dem Kloster auch die Kirche Mariä Himmelfahrt. Diese wurde 1760 vom Bischof von Przemyśl Wacław Hieronim Sierakowski geweiht. Während der Zeremonie wurde das Gnadenbild der Himmelfahrt der Jungfrau Maria in die neue Klosterkirche übertragen. Die Pauliner mussten aber im Zuge der Klosteraufhebungen von Kaiser Joseph II. 1784 Stara Wieś aufgeben. 1821 kamen Jesuiten in das Kloster, die wiederum nach der Befreiungsbewegung 1848 auf Beschluss von Kaiser Ferdinand I. das österreichische Kaiserreich bis 1852 verlassen mussten und heute ein Noviziat im Kloster haben. Die Kirchtürme wurden 1843–1846 um eine Etage erhöht, zwischen 1864 und 1866 wurde ein Pilgerhof gebaut, 1873 die Pilgerkapelle.
Das als wundertätig angesehene Gemälde Unserer Lieben Frau von Starowiejska im Hauptaltar der Basilika wurde am 8. September 1877 von Erzbischof Lodovico Jacobini, dem Apostolischen Nuntius in Wien, kanonisch gekrönt, was die Wallfahrten förderte. Nach einem Dachbrand 1886 wurden 1893 neue Helme auf die Türme gesetzt. Papst Pius XI. erhob die Kirche 1927 in den Rang einer Basilica minor. Das vermutlich fast 500 Jahre alte Marienbild wurde am 6. Dezember 1968 durch einen unbekannten Täter als kommunistisches Verbrechen durch Brand zerstört und 1972 durch eine Kopie feierlich ersetzt. Am 10. September 1978 fand die Feier zum 100. Jahrestag der Krönung des Gemäldes statt, und die Zeremonie wurde von Kardinal Karol Wojtyła geleitet, der einen Monat später zum Papst gewählt wurde.

## Architektur
Über dem Eingang der Kirche erhebt sich eine Zweiturmfassade. Die dreischiffige Basilika ist in Langhaus, Querschiff und Chor gegliedert, an den sich links die Sakristei anschließt. Die Bereiche sind durch Pilaster getrennt, die mit Blumenornamenten abschließen. Es wurden neben Tonnen- auch Kreuzgewölbe eingezogen. Der Chor ist unterhalb der Fenster von Gesimsen umzogen. Das Retabel des Hauptaltars mit sechs seitlichen Säulen präsentiert das Marienbild und füllt die Apsis aus, es wurde aus Stein gefertigt und mit künstlichem Marmor und Stuck dekoriert. In den Seitenschiffen ohne Kirchengestühl stehen jeweils vier Seitenaltäre, einer davon jeweils stirnseitig. Die Polychromie wurde 2005 auf den Status von 1760 reduziert. Über dem Eingang befindet sich eine Orgel.